# Biżyktig-Chaja
Biżyktig-Chaja (ros. Бижиктиг-Хая) – wieś w Rosji, w Tuwie, w kożuunie barun-chiemczickim. W 2010 liczyła 576 mieszkańców.